# Struthio coppensi
Struthio coppensi je izumrla prapovijesna ptica neletačica iz roda nojeva, reda nojevki. Živio je u ranom miocenu Elizabethfelda u Namibiji, gdje su nađeni njegovi fosilni ostaci. Zbog toga što postoje samo fosilni ostaci ove izumrle vrste noja, teško je doznati puno stvari o njemu.